# Am Faulenberg bei Dauernheim
Am Faulenberg bei Dauernheim este o arie protejată (arie specială de conservare — SAC, sit de importanță comunitară — SCI) din Germania întinsă pe o suprafață de 21,42 ha, integral pe uscat.

## Localizare
Centrul sitului Am Faulenberg bei Dauernheim este situat la coordonatele 50°22′27″N 8°57′37″E / 50.3742°N 8.9603°E.

## Înființare
Situl Am Faulenberg bei Dauernheim a fost declarat sit de importanță comunitară în aprilie 1999 pentru a proteja 1 specie de animale. Situl a fost protejat și ca arie specială de conservare în martie 2008.

## Biodiversitate
Situată în ecoregiunea continentală, aria protejată conține 3 habitate naturale: Pajiști uscate seminaturale și facies de acoperire cu tufișuri pe substraturi calcaroase (Festuco-Brometalia) (* situri importante pentru orhidee), Fânețe de joasă altitudine (Alopecurus pratensis, Sanguisorba officinalis), Roci stâncoase cu vegetație pionieră de Sedo-Scleranthion sau Sedo albi-Veronicion dillenii.
La baza desemnării sitului se află o specie protejată de  păsări: gaia roșie (Milvus milvus).
Pe lângă speciile protejate, pe teritoriul sitului au mai fost identificate 4 specii de plante, 1 specie de păsări, 2 specii de nevertebrate.